# Faiz Ahmed Faiz
Faiz Ahmed Faiz (1911 – 1984) (en ourdou فیض احمد فیض) est un poète pakistanais de langue ourdoue marxiste et membre du Progressive Writers' Movement. Son nom de naissance est Faiz Ahmed. Il a pris comme takhallus (nom de plume) son prénom Faiz, qui signifie « l’abondant ».

## Vie
Faiz Ahmed Faiz naît dans le village de Kala Kader, à proximité de Sialkot, dans le Penjab (à l'époque province de l'Inde britannique). Son père, Sultan Mohammad Khan, est un avocat issu d'un milieu modeste.

### Enfance et formation
Enfant, il étudie dans une madrasa puis au Murray College de Sialkot, alors tenu par des missionnaires écossais. Il intègre ensuite le Government College de Lahore, où il obtient des licences de littératures anglaise et arabe. Il a en outre étudié l'ourdou et le persan.

### Le Progressive Writers' Movement
De 1935 à 1940, il enseigne l'anglais au M.A.O. College d'Amritsar, où il découvre le marxisme. Il commence déjà à être connu dans les cercles littéraires de Lahore. Il rejoint le Progressive Writers' Movement dès sa création en 1936. Ce mouvement regroupe d'importants écrivains d'inspiration socialiste et marxiste, tels que Munshi Premchand, Saadat Hasan Manto et Ismat Chughtai. La même année il fonde à Lahore en compagnie du leader marxiste Sajjad Zaheer la branche du Penjab de ce mouvement. Pendant son temps libre, il donne des cours à des travailleurs au sein d'un syndicat.
En 1941, il épouse une Britannique, Alys George. Ils auront deux enfants, Moneeza et Salima Hashmi. L'année suivante, il s'engage dans l'armée britannique, dans le but de combattre le nazisme. Il est posté à Delhi. De 1938 à 1946, il est l'éditeur d'une revue littéraire ourdoue, Adab-e-Latif. Il publie un premier recueil de poésies en 1941, Naqsh-e-Faryadi.

### Contestation et répression
Lors de l'indépendance, Faiz Ahmed Faiz choisit la nationalité pakistanaise. Il retourne à Lahore, où il édite deux journaux progressistes, le Pakistan Times et Imroz. En tant que vice-président de la Fédération des syndicats pakistanais, il participe en 1948,1949 et 1950 aux sommets de l'Organisation internationale du travail. Il devient membre du Conseil mondial de la paix en 1948.
Cet engagement politique et syndical lui vaut d'être accusé en 1951 d'avoir pris part à un complot cherchant à renverser le gouvernement de Liaquat Ali Khan, la «conspiration de Rawalpindi» . Il est arrêté et risque alors la peine de mort. Il est finalement emprisonné quatre ans, jusqu'en 1955, avant que les charges qui pesaient contre lui ne soient abandonnées. Pendant la première partie de sa détention il est placé en isolement et n'est autorisé à avoir ni crayon ni papier. Il écrit pendant la suite de sa captivité deux nouveaux recueils, Dast-e-Saba (La Main de la brise) et Zindan-Nama (Journal de Prison). Il est élu vice-président de l'Associated Press of Pakistan en 1957, puis secrétaire du Pakistan Arts Council (1958-1962). Il est de nouveau arrêté en 1958 avant d'être rapidement libéré. En 1962, il reçoit le prix Lénine pour la paix.
Pendant le régime militaire du général Ayub Khan (1958-1969), il écrit des poèmes de contestation publiés dans plusieurs recueils, dont Dast-e-tah-e-sang (La Main sous le roc) publié en 1965, Sar-e-vadi-e-Sina (Dans la vallée du Sinaï), 1971 et Sham-e-shahar-e-yaran (Le Soir de la ville des amants), 1978,.
Il entreprend également en 1963 une série de voyages qui l'amènent à visiter l'Europe, l'Algérie, le Moyen-Orient, la Chine, et diverses républiques de l'URSS. Lorsque la démocratie est rétablie il dirige le National Council of Arts à Islamabad, un organisme ministériel dont il démissionne en 1977 lors du coup d'état militaire du général Zia.

### L'exil
Il quitte le Pakistan après l'arrivée au pouvoir du général Zia et, après une tournée triomphale en Inde, s'installe à Beyrouth de 1978 à 1982. En 1981 il dédie à Yasser Arafat son recueil Mere dil mere Musafir (Mon cœur, ce voyageur). Il se trouve à Beyrouth lors du conflit avec Israël de 1982. Au Liban, Faiz édite la revue Lotus, journal de l'Association des écrivains afro-asiatiques qu'il avait fondée en 1958. Il rentre au Pakistan en 1982 et meurt deux ans plus tard à Lahore.

## Caractéristiques de l’œuvre
Sa poésie est influencée non seulement par les auteurs de langues ourdoue et persane, mais aussi par le romantisme anglais (dont il se rapproche par la place qu'il accorde à la nature) et par le surréalisme. Au niveau formel, ses poèmes sont marqués par une grande musicalité et une attention particulière portée au rythme. C'est ce rythme qui lui vient en premier, et lui inspire ses poèmes.
Mais l'aspect le plus marquant de la poésie de Faiz est sa dimension contestataire. Les idéaux politiques de Faiz se retrouvent dans toutes les facettes de sa vie. Comme journaliste il n'a cessé de militer pour la liberté politique et pour la justice sociale. Cet engagement se retrouve dans sa poésie. Faiz se sert de formes classiques telles que le ghazal pour énoncer des revendications politiques et sociales. Il s'inscrit dans la tradition soufie qui identifie l'amour à la quête d'un idéal. Cet idéal est de nature religieuse chez les soufis ; pour Faiz, il s'agit de la justice sociale (il se définit en effet comme agnostique).

## Renommée
L'importance de son œuvre n'a été reconnue que tardivement par les gouvernements pakistanais. En 1990, le premier gouvernement de Benazir Bhutto lui remet à titre posthume la plus haute distinction civile pakistanaise, le Nishan-e-Imtiaz.
C'est un poète très connu en Inde mais aussi en Russie, et au Moyen-Orient, en raison de sa sympathie pour la cause palestinienne.
Son œuvre a été en partie traduite en français par Laiq Babree.

## Liste des œuvres
- Naqsh-e-faryadi (Traces de plaintes), 1943[5]
- Dast-e-Saba (La Main de la brise), 1952
- Zindan-Nama (Journal de Prison), 1954
- Sar-e-vadi-e-Sina (Dans la vallée du Sinaï), 1971
- Sham-e-shahar-e-yaran (Le Soir de la ville des amants), 1978
- Mere dil mere Musafir (Mon cœur, ce voyageur), 1981

## Sources
- Alain Désoulières, Anthologie de la poésie ourdoue : Reflets du ghazal, Paris, Buchet/Chastel, 2006, 137 p.  (ISBN 2-283-02161-8), p. 123-132
- Sarvat Rahman, 100 poems by Faiz Ahmed Faiz, 1911-1984, Abhinav Publications, 2002, 344 p. (présentation en ligne), p. 9-18